# Баф (Француска)
Баф (фр. Baffe) је насељено место у Француској у региону Лорена, у департману Вогези.
По подацима из 2011. године у општини је живело 643 становника, а густина насељености је износила 71,37 становника/km².

## Демографија
| 1962. | 1968. | 1975. | 1982. | 1990. | 2011. |
| ----- | ----- | ----- | ----- | ----- | ----- |
| 370   | 315   | 313   | 397   | 482   | 643   |